# Alma Bridwell White

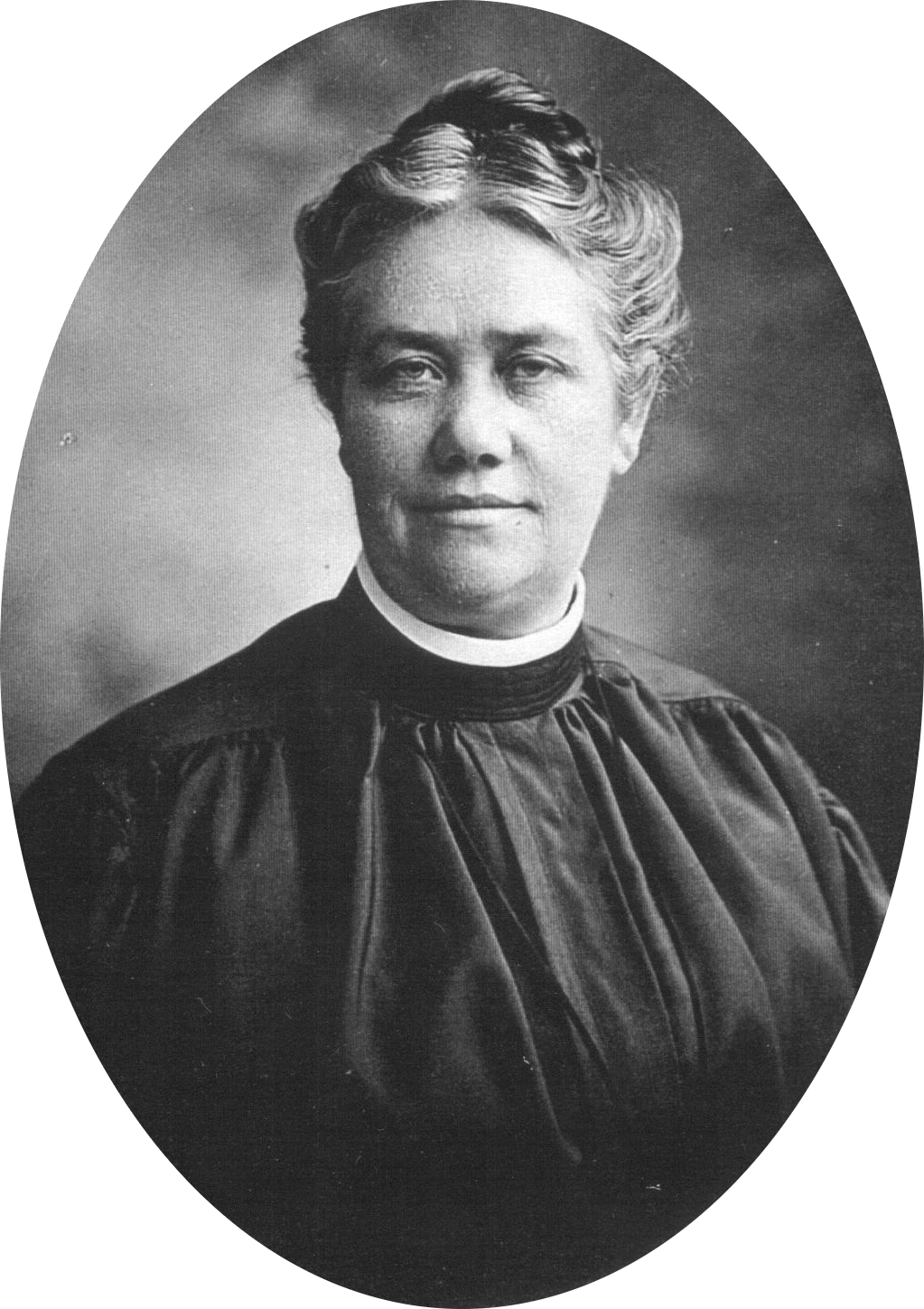
Alma White, zwischen 1910 und 1920

Alma Bridwell White genannt „Mollie“ (* 16. Juni 1862 in Kinniconick, Lewis County, Kentucky; † 26. Juni 1946 in Zarephath, New Jersey) war die Gründerin der methodistisch-pfingstlerischen Kirche Pillar of Fire International. 1918 wurde sie zur ersten Bischöfin in den Vereinigten Staaten ernannt. Darüber hinaus wurde sie bekannt durch ihre Verbindung mit dem Ku-Klux-Klan, ihren Feminismus, ihren Antisemitismus, ihre ablehnende Haltung gegenüber dem Katholizismus und der Pfingstbewegung, ihren Rassismus und ihre Ablehnung von Einwanderern.

## Leben
Die Tochter von William Moncure Bridwell (1825–1907) und Mary Ann Harrison (1832–1921) wurde am 16. Juni 1862 in Kinniconick, Lewis County, Kentucky, geboren und wuchs dort mit sechs Schwestern auf. Mit 16 Jahren erlebte sie unter William Baxter Godbey eine „Erweckung“, worauf sie sich den Methodisten anschloss. Über dieses Erlebnis schrieb sie: „Manche wurden so überwältigt, sie verließen den Raum, erbrachen ihr Abendessen und stolperten wieder ins Haus, bleich wie der Tod.“
Ihre Ausbildung machte sie am „Millersburg Female College“ in Millersburg. Danach folgte sie einer Einladung nach Montana. Eine Tante hatte dazu eingeladen, dass eine der sieben Bridwell-Schwestern nach Montana kommen möge; Alma war die letzte, die sie fragte, jedoch die einzige, die die weite Reise wagte. 1882 reiste sie nach Bannack, Montana, und blieb, um dort zu unterrichten, zuerst in der Schule, später im Methodistischen Seminar von Salt Lake City. 1887 heiratete sie Kent White (1860–1940), einen Studenten am Methodistischen Seminar. Die beiden hatten zwei Söhne, Ray Bridwell White und Arthur Kent White.
Mit ihrem Mann gründete sie 1901 die Methodist Pentecostal Union Church in Denver, Colorado. Ihre Mitarbeit umfasste die Leitung des Gemeindegesangs und der Gebetszeiten sowie gelegentliche Predigten. 1907 stellte Caroline Garretson eine Farm zur Gründung einer Gemeinschaft in Zarephath, New Jersey.
1918 wurde White von William Baxter Godbey zum  „Bischof“ ernannt und war damit die erste Bischöfin in Amerika. Sie starb am 26. Juni 1946 in Zarephath.

## Feminismus, Intoleranz und Ku-Klux-Klan

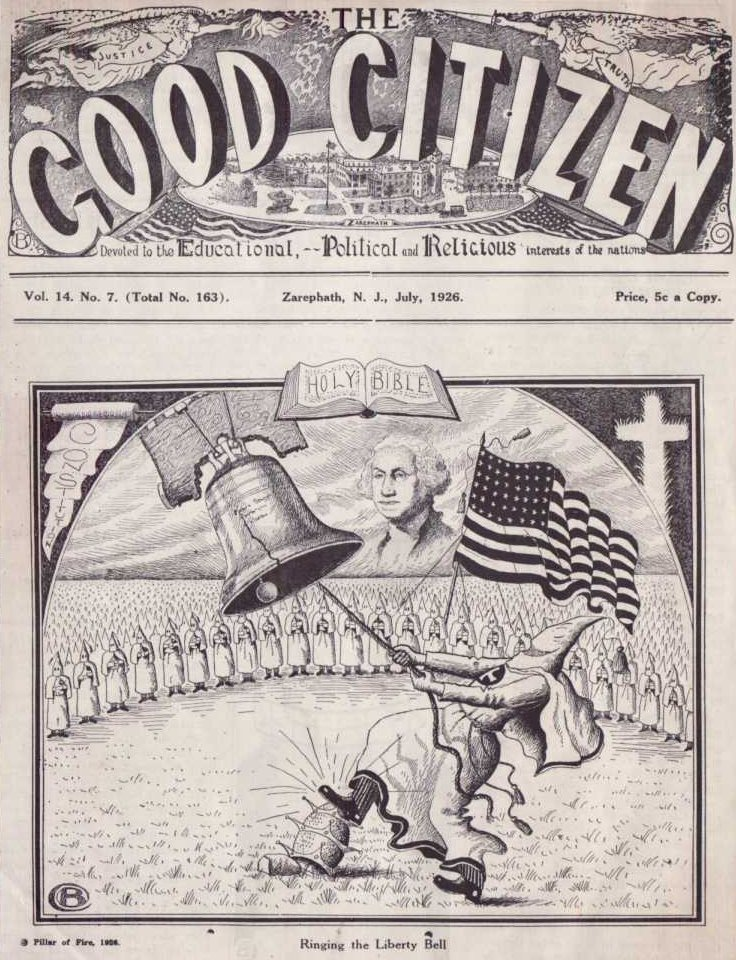
The Good Citizen, July 1926

Als Feministin war White eine wichtige Anwältin für die Gleichheit weißer, protestantischer Frauen. Allerdings war sie genauso kompromisslos in ihren Angriffen auf religiöse und rassische Minderheiten. Sie rechtfertigte beides als biblisch begründet. Die meisten ihrer beißenden politischen Angriffe hatten die Katholische Kirche zum Ziel, aber sie propagierte auch Antisemitismus, White Supremacy und Intoleranz gegenüber Immigranten.
Unter ihrer Führung entwickelte die Pillar of Fire Church eine enge und öffentliche Partnerschaft mit dem Ku-Klux-Klan. White unterstützte den Ku-Klux-Klan in jeder Weise. Sie erlaubte Klan-Treffen und Kreuzverbrennungen auf verschiedenen Grundstücken der Pillar of Fire Church und nahm gelegentlich sogar daran teil. In der monatlichen Zeitschrift The Good Citizen propagierte sie die Ideologie des Ku-Klux-Klans. Und auch noch nachdem ihre Verbindung zum Ku-Klux-Klan ab den 1930er Jahren lockerer wurde, veröffentlichte sie in den 1940er Jahren überarbeitete Ausgaben ihrer Bücher über den Klan in einer dreibändigen Ausgabe unter dem Namen Guardians of Liberty.

## Veröffentlichungen
- 1902 – Looking Back from Beulah. 1902.
- 1910 – Demons and Tongues
- 1911 – The Harp of Gold mit Arthur Kent White
- 1911 – My Trip to the Orient. Pillar of Fire, 1911.
- 1911–1912 – The New Testament Church in 2 Bänden
- 1913 – Truth Stranger Than Fiction
- 1913 – The Titanic Tragedy: God Speaking to Nations
- 1915 – Why I Do Not Eat Meat. 1915, ISBN 0-7905-6913-2.
- 1917 – Restoration of Israel. The Pentecostal Union, 1917.
- 1919–1920 – The Story of My Life (1919–1930) in fünf Bänden
- 1925 – Ku Klux Klan in Prophecy. The Good Citizen, 1925, ISBN 1-4286-1075-8.
- 1926 – Klansmen: Guardians of Liberty. The Good Citizen, 1926, ISBN 1-4254-9000-X.
- 1927 – Musings of the Past. Pillar of fire, 1927.
- 1928 – Heroes of the Fiery Cross. The Good Citizen, 1928.
- 1927 – Musings of the Past
- 1927 – The Voice of Nature
- 1931 – Hymns and Poems
- 1932 – Short Sermons
- 1933 – With God in the Yellowstone.
- 1936 – Demons and Tongues
- 1937 – The Sword of the Spirit
- 1943 – Guardians of Liberty. Pillar of Fire Church, 1943.